# Дональд Волтер Камерон, 25-й Лохіл
Сер До́нальд Во́лтер Ка́мерон, 25-й Лохіл (англ. Donald Walter Cameron, 25th of Lochiel; 4 листопада 1876 — 11 жовтня 1951) — британський військовий і державний діяч, полковник.
25-й вождь клану Камеронів (з 1905 року).

## Життєпис
Народився в родині Дональда Камерона і леді Маргарет Елізабет Камерон, уродженої Монтегю-Дуглас-Скотт.
У 1896 році призначений другим лейтенантом, а у 1898 році — лейтенантом гренадерської гвардії. Протягом 1899—1900 років проходив військову службу в Південній Африці. Під час Другої англо-бурської війни брав участь в облозі Кімберлі, у битві біля Бельмонта був поранений. Після одужання продовжував військову службу в Південній Африці. У липні 1902 року на кораблі «Канада» відбув з Кейптауна до Саутгемптона.
З початком Першої світової війни у 1914 році Кемерон, який тоді був командиром 3-го резервного батальйону Королівських власних камеронських горян, сформував і очолив 5-й піхотний батальйон. Під час бойових дій на західному фронті батальйон показав відмінну службу, як частина 9-ї (шотландської) дивізії. У 1916 році повернувся додому інвалідом, проте у січні 1918 року відновив командування 3-м резервним батальйоном, який опинився в Ірландії.
З 1939 року — лорд-лейтенант Інвернесса.

## Нагороди
- Орден Будяка (1934).
- Орден Святого Михайла і Святого Георгія (1916).

## Родина
Дональд Волтер Камерон перебував у шлюбі з леді Герміоною Емілі Камерон, уродженою Грехем. У подружжя народилося двоє синів: Дональд Гаміш Камерон та Алан Джон Камерон і дві дочки: Вайолет Герміона Стюарт та Меріон Гестер Орр Юінг.